# Пашина (мясо)

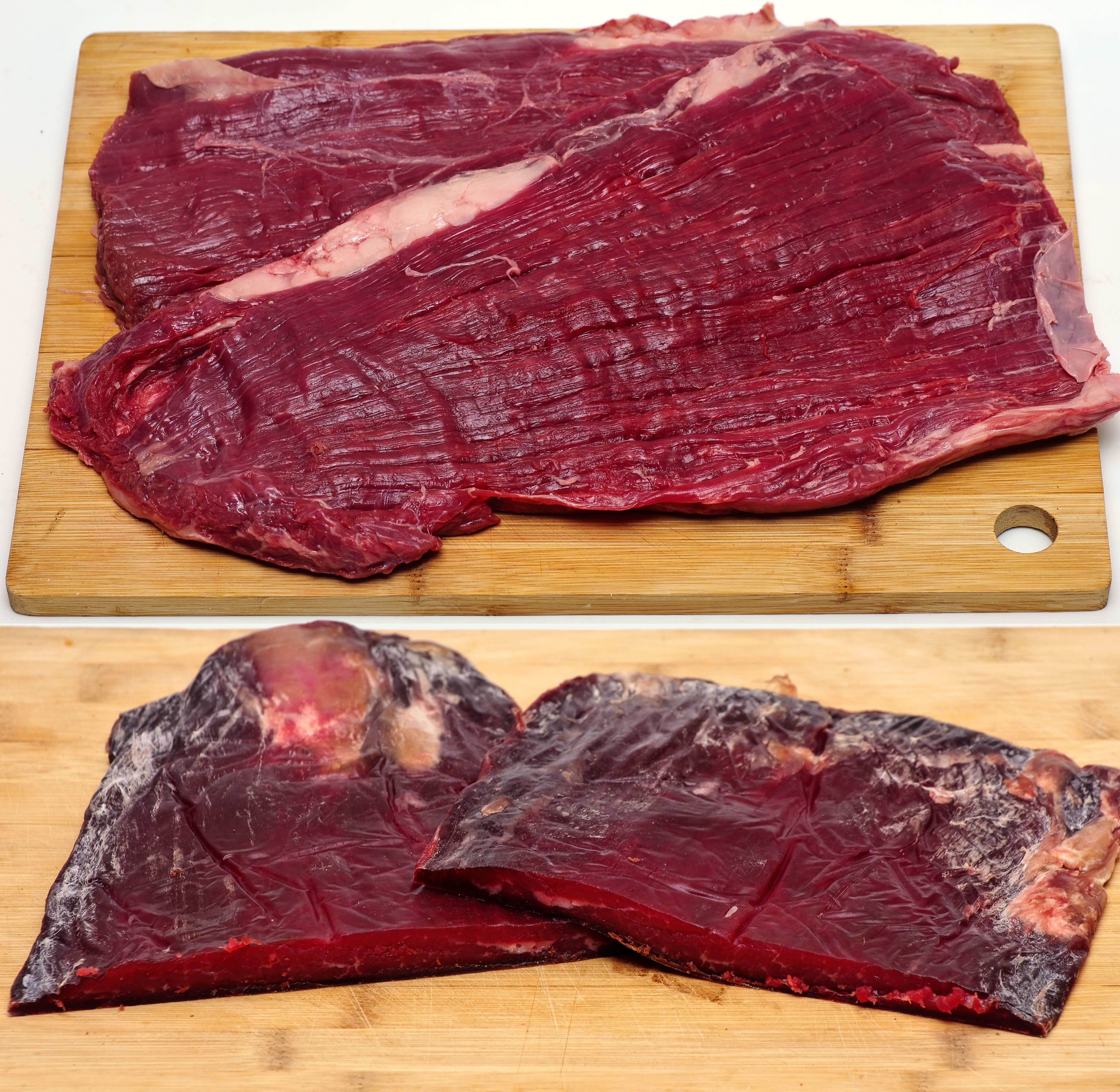
Говяжья пашина

Паши́на (подчерёвок, покро́мка) — отруб из брюшной части туши крупного рогатого скота и свиньи. Относится ко второму сорту говядины и к первому сорту свинины. 
Пашина состоит из покрывающей ребра мышечной ткани с прослойками жира, которые помогают в процессе приготовлении мяса сохранить влагу. В кулинарии используется для приготовления мясных рулетов, фарша, тушения и отваривания мяса. Свиной подчерёвок обычно солят и коптят. 
Калорийность говяжьей пашины составляет 225 ккал на 100 грамм продукта.
Калорийность свиной пашины — 630,00 ккал.